# Kim Vermaas
Kim Vermaas (* 22. Januar 1996 in Leidschendam-Voorburg) ist eine niederländische Tischtennisspielerin. Sie gewann im Jahr 2017 mit der Mannschaft Bronze bei der Europameisterschaft. Vermaas ist Rechtshänderin und verwendet die europäische Shakehand-Schlägerhaltung. Derzeit spielt sie beim niederländischen Verein Scylla.

## Werdegang
Kim Vermaas gewann bis 2019 sechs Titel bei den nationalen niederländischen Meisterschaften: 2015, 2017, 2018 und 2019 im Mixed mit Rajko Gommers, 2015 im Doppel mit Britt Eerland sowie 2019 im Einzel.
Erste internationale Auftritte hatte die Niederländerin von 2010 bis 2014, als sie ihr Land bei Jugendwelt- und Europameisterschaften vertrat. Dabei konnte sie 2013 Bronze im Doppel bei der Jugend-EM gewinnen.
2013 nahm sie zum ersten Mal an der Europameisterschaft teil, kam dort aber nicht in die Nähe von Medaillenrängen. Im Jahr 2014 konnte Vermaas mit der Mannschaft das Viertelfinale bei der Weltmeisterschaft erreichen, hatte aber durch starke niederländische Konkurrenz nicht die Möglichkeit, öfter aufzutreten.
Einen nennenswerten Erfolg konnte 2017 erreicht werden: Die niederländische Auswahl um Kim Vermaas, Britt Eerland und Li Jie gewann Bronze bei der EM. 2019 nahm sie an ihren ersten Europaspielen teil, wo Vermaas ebenfalls mit der Mannschaft die Runde der letzten acht erreichte.

## Turnierergebnisse
Nennung wichtigster Turnierteilnahmen (Quelle:)
| Verband | Veranstaltung               | Jahr | Ort            | Land | Einzel       | Doppel    | Mixed     | Team                     |
| ------- | --------------------------- | ---- | -------------- | ---- | ------------ | --------- | --------- | ------------------------ |
| NED     | Weltmeisterschaft           | 2014 | Tokio          | JPN  |              |           |           | Viertelfinale (5. Platz) |
| NED     | Weltmeisterschaft           | 2017 | Düsseldorf     | GER  | letzte 128   | Qual.     | letzte 32 |                          |
| NED     | Weltmeisterschaft           | 2018 | Halmstad       | SWE  |              |           |           | letzte 16 (13. Platz)    |
| NED     | Weltmeisterschaft           | 2019 | Budapest       | HUN  | letzte 64    | letzte 64 | Qual.     |                          |
| NED     | Europaspiele                | 2019 | Minsk          | BLR  | keine Teiln. |           |           | Viertelfinale            |
| NED     | Europameisterschaft         | 2013 | Schwechat      | AUT  | Qual.        | Qual.     |           | letzte 16                |
| NED     | Europameisterschaft         | 2015 | Jeketarinburg  | RUS  | Qual.        |           |           | letzte 16                |
| NED     | Europameisterschaft         | 2017 | Luxemburg      | LUX  |              |           |           | Bronze                   |
| NED     | Europameisterschaft         | 2018 | Alicante       | ESP  | Qual.        |           | Qual.     |                          |
| NED     | Europameisterschaft         | 2019 | Nantes         | FRA  |              |           |           | Viertelfinale            |
| NED     | Jugend-Weltmeisterschaft    | 2014 | Shanghai       | CHN  | letzte 64    |           | letzte 32 |                          |
| NED     | Jugend-Weltmeisterschaft    | 2013 | Rabat          | MAR  | letzte 64    |           | letzte 64 |                          |
| NED     | Jugend-Weltmeisterschaft    | 2012 | Hyderabad      | IND  | keine Teiln. | letzte 32 | letzte 32 |                          |
| NED     | Jugend-Europameisterschaft  | 2013 | Ostrava        | CZE  | letzte 16    | Bronze    | letzte 32 | letzte 16                |
| NED     | Jugend-Europameisterschaft  | 2014 | Riva del Garda | ITA  | letzte 64    |           |           | letzte 16                |
| NED     | Schüler-Europameisterschaft | 2010 | Istanbul       | TUR  | letzte 64    | letzte 64 | letzte 16 | 22. Platz                |
| NED     | Schüler-Europameisterschaft | 2011 | Kasan          | RUS  | letzte 32    | letzte 16 | letzte 32 | letzte 16                |